# Гордън Диксън
Гордън Рупърт Диксън (на английски: Gordon Rupert Dickson) е канадски писател на научна фантастика.

## Биография и творчество
Роден е в Едмънтън, Канада на 1 ноември 1923 г. На 13-годишна възраст, след смъртта на баща си, се премества с майка си в САЩ.
В периода 1943 – 1946 г. служи в армията. По-късно учи в университета в щата Минесота, от където получава бакалавърска степен по хуманитарни науки през 1948 г. През следващите 2 години посещава занятия в университета за повишаване на квалификацията.
Професионално с литература се занимава след 1950 г. Първата му публикувано произведение е разказът „Грях!“, който излиза в края на 1950 г. Много от произведенията на Диксън са написани в съавторство с писатели като Бен Бова, Пол Андерсън, Хари Харисън.
Гордън Диксън е лауреат на награда Небюла. Той е трикратен носител на награда Хюго. През 2000 г. е включен в Залата на славата на писателите на научна фантастика и фентъзи.
Умира през 2001 г.

### Цикли

#### „Hoka“ (сПол Андерсън)
- Earthman's Burden
- Star Prince Charlie
- Hoka!

#### „Secrets of the Deep“
- Secret Under the Sea
- Secret Under Antarctica
- Secret Under the Caribbean

#### „Sea People“
- The Space Swimmers
- Home from the Shore

#### „The Dragon Series“
- The Dragon and the George (Драконът и джорджът)
- The Dragon Knight
- The Dragon on the Border
- The Dragon at War
- The Dragon, the Earl, and the Troll
- The Dragon and the Djinn (Драконът и джинът)
- The Dragon and the Gnarly King
- The Dragon in Lyonesse
- The Dragon and the Fair Maid of Kent

#### „Dorsai“ („Дорсай“)
- Necromancer (Некромант)
- The Tactics of Mistake (Тактика на грешките)
- The Genetic General/Dorsai (Генетичният генерал/Дорсай)
- Soldier, Ask Not (Войнико, не питай!) – награда „'Хюго'“ за най-добър разказ
- The Final Encyclopedia (Последната енциклопедия)
- The Chantry Guild (Гилдията на пазителите)
- Young Bleys (Разрушителят на светове)
- Other (Другите)
- Lost Dorsai (Изгубеният Дорсай) – награда „'Хюго'“ за най-добър роман
- The Spirit of Dorsai (Духът на Дорсай)

#### „Dorsai stories“ („Дорсай“ – разкази)
- Warrior (Воин)

#### „Dilbia“ („Дилбия“)
- Spacial Delivery
- Spacepaw

### Романи
- Alien Art
- Alien from Arcturus
- Delusion World
- Gremlins, Go Home! (& Бен Бова)
- Hour of the Horde
- Jamie the Red (& Роланд Грийн)
- Lifeboat (& Хари Харисън)
- Mankind on the Run
- Masters of Everon
- Mission to Universe
- Naked to the Stars
- None But Man
- Planet Run (& Кийт Лаумър)
- Pro
- Sleepwalker's World
- Space Winners
- The Alien Way
- The Earth Lords (Господарите на Земята)
- The Far Call
- The Forever Man
- The Magnificent Wilf
- The Outposter
- The Pritcher Mass
- The R-Master
- Time Storm
- Time to Teleport
- Way of the Pilgrim
- Wolf and Iron
- Wolfling